# نیوتون (کارولینای شمالی)
نیوتون (به انگلیسی: Newton) شهری در ایالت کارولینای شمالی کشور ایالات متحده آمریکا است که جمعیت آن در سرشماری سال ۲۰۱۰ میلادی، ۱۲٬۹۶۸ نفر بوده‌است.